# Genidens genidens
El bagre guri o bagre marino (Genidens genidens) es una especie de pez de la familia Ariidae en el orden de los Siluriformes.

## Morfología
Los machos pueden llegar alcanzar los 35 cm de longitud total.

## Hábitat
Es un pez demersal y de clima subtropical.

## Distribución geográfica
Se encuentra en los ríos  atlánticos del sur de Sudamérica.